# José Luis González Uriol
José Luis Gonzalez Uriol (Saragosse, 16 novembre 1936) est un organiste, claveciniste et professeur de musique classique espagnol d'origine aragonaise. 

## Biographie
José Luis Gonzalez Uriol commence ses études musicales au Conservatoire de musique de Saragosse, dont il est professeur d'orgue et de clavecin entre 1985 et 2007. Au cours de sa formation, il est l'élève de professeurs reconnus tels que Montserrat Torrent i Serra, Macario Santiago Kastner, Luigi Ferdinando Tagliavini et Gustav Leonhardt.
Gonzalez Uriol est un spécialiste de la musique ancienne espagnole et un interprète réputé. À ce titre, il réalise de nombreux enregistrements, dont le double CD dédié à Antonio de Cabezón, réalisé sur les plus importants orgues historiques d'Europe. Récemment il est organiste titulaire de l'orgue historique José de Sesma du Patio de l'Infante (construit en 1692 par Joseph de Sesma, ca 1625-1699), et de l'orgue Späth de la Chapelle Royale de Santa Isabel du Portugal à Saragosse, ainsi que conseiller de l'institution Ferdinand le Catholique et fondateur de la section de musique ancienne de cette institution. Il est également directeur du cours et festival de musique ancienne de Daroca depuis 1979, le plus ancien d'Aragon dans ce domaine.

## Distinctions
Il reçoit plusieurs distinctions au cours de sa carrière, notamment les suivantes : 
- Croix d'Alphonse X le Sage
- Médaille des Cours d'Aragon
- Médaille du mérite culturel du gouvernement d'Aragon